# Радостное (Полонский район)
Ра́достное (укр. Радісне; до 2016 г. Радго́спное) — село в Полонском районе Хмельницкой области Украины.
Население по переписи 2001 года составляло 224 человека. Почтовый индекс — 30532. Телефонный код — 3843. Занимает площадь 0,477 км². Код КОАТУУ — 6823681507.

## История
Президиум Верховного Совета УССР номером акта 3678-ХІ от 09.03.1987 года постановил присвоить поселению Варваровского отделения свёклосовхоза «Новоселицкий» наименование село Радгоспное.

## Местный совет
30530, Хмельницкая обл., Полонский р-н, с. Великая Березна, ул. Ленина